# 鮑勃·古德拉特
鮑勃·古德拉特（英語：Bob Goodlatte；1952年9月22日—）是美國的一位政治人物。自1993年開始，他是維吉尼亞州第6選舉區選出的美國眾議院議員。他的黨籍是共和党。古德拉特擁有法學博士學位。
2020年2月，註冊成為說客，代表非營利組織「隱私和監控問責計劃」（Project for Privacy & Surveillance Accountability）。

## 外部連結
- 鮑勃·古德拉特的X（前Twitter）
- 鮑勃·古德拉特的Facebook專頁
- C-SPAN內的頁面（英文）
- 鮑勃·古德拉特在互联网电影资料库（IMDb）上的資料（英文）